# Brigueil-le-Chantre
 Brigueil-le-Chantre  es una población y comuna francesa, situada en la región de Poitou-Charentes, departamento de Vienne, en el distrito de Montmorillon y cantón de La Trimouille.

## Demografía
| 1034 | 914 | 808 | 712 | 674 | 595 |
| Para los censos de 1962 a 1999 la población legal corresponde a la población sin duplicidades (Fuente: INSEE [Consultar]) |     |     |     |     |     |